# Portugal à Frente

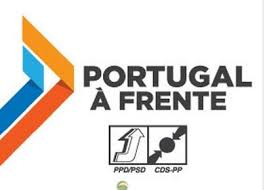
Logo von Portugal à Frente

Portugal à Frente (kurz PàF; übersetzt „Vorwärts Portugal“) war ein 2015 gegründetes Wahlbündnis des Partido Social Democrata (PSD) und des Centro Democrático e Social – Partido Popular (CDS-PP) zu den Parlamentswahlen am 4. Oktober 2015 in Portugal. Das Wahlprogramm versprach ein Bemühen um wirtschaftliches Wachstum, besseren Zugang zum Gesundheitswesen, den Kampf gegen Ungleichheit, Aufwertung der Bildungschancen sowie einen demografischen Ausgleich. Nach einem Misstrauensvotum gegen die folgende Minderheitsregierung, die sich nun in der Opposition befand, wurde das Bündnis im November 2015 beendet.
Bei der Parlamentswahl in Portugal 2022 traten PSD und CDS als Madeira Primeiro nur im Wahlkreis Madeira an und erhielten 50.636 Stimmen und 3 Sitze.
Bei den Regionalen Parlamentswahlen auf Madeira im Jahr 2023 traten PSD und CDS als Somos Madeira an und erhielten 58 399 Stimmen und 23 Sitze von 47.
Bei der Parlamentswahl in Portugal 2024 traten PSD und CDS als Madeira Primeiro nur im Wahlkreis Madeira an und erhielten 52.992 Stimmen und 3 Sitze.

## Vorgeschichte
Zuvor, zwischen 1979 und 1983, bestand bereits ein Bündnis der beiden Parteien PSD/CDS mit der Partido Popular Monárquico (PPM) als Aliança Democrática (AD). 
Bei der Europawahl in Portugal 2004 traten PSD und CDS ebenso in einem Wahlbündnis an. Zwar in der Tradition der Aliança Democrática, hieß das Bündnis dennoch Força Portugal! („Vorwärts Portugal!“). Das Bündnis brachte jedoch keine Stimmengewinne, PDS und CDS verloren gemeinsam zwei Sitze und erreichten 33 Prozent beziehungsweise neun Sitze im Europaparlament. Força Portugal! wurde nach der Wahl wieder aufgelöst. 
Bei den Regionalwahlen auf den Azoren 2004 nannte sich das Bündnis Coligação Açores. 
Bei der Europawahl in Portugal 2014 traten PSD und CDS erneut gemeinsam mit einer Listenverbindung an, dieses Mal unter dem Namen „Aliança Portugal“.